# Cerveyrette
Die Cerveyrette ist ein Gebirgsfluss in Frankreich, der im Département Hautes-Alpes in der Region Provence-Alpes-Côte d’Azur verläuft. Sie entspringt zunächst unter dem Namen Ravin du Ventou nahe der Grenze zu Italien, an der Westflanke des Berggipfels Petit Rochebrune (3078 m), im Gemeindegebiet von Cervières, knapp außerhalb des Regionalen Naturparks Queyras. Der Fluss entwässert generell Richtung Nordwest bis West und mündet nach rund 23 Kilometern im südlichen Stadtgebiet von Briançon als linker Nebenfluss in die Durance.

## Orte am Fluss
- Cervières
- Briançon